# المشاعبة (إب)

تعديل مصدري - تعديل

المشاعبة هي إحدى قرى عزلة ثواب اعلى بمديرية إب التابعة لمحافظة إب، بلغ تعداد سكانها 1377 نسمة حسب تعداد اليمن لعام 2004.